# Katharina Schiechtl
Katharina Schiechtl (Zams, 27 februari 1993) is een voetbalspeelster uit Oostenrijk. Ze speelt als verdediger voor FK Austria Wien in de ÖFB-Frauenliga.

## Clubcarrière
Schiechtl begon haar voetbalcarrière in 2001 bij SV Karres. In 2007 vertrok ze naar FC Wacker Innsbruck. Op 2 september 2007 maakte ze voor deze club haar debuut in de ÖFB-Frauenliga in een wedstrijd tegen SCU Ardegger. Schiechtl kwam tot 75 competitiewedstrijden voor de club uit Innsbruck. Haar volgende club was het Duitse SV Werder Bremen. Na tien jaar in Duitsland te hebben gevoetbald, keerde se voorafgaand aan het seizoen 2023/24 bij FK Austria Wien terug in haar geboorteland.

## Statistieken
| Seizoen | Club             | Land       | Competitie          | Wedstrijden | Doelpunten |
| ------- | ---------------- | ---------- | ------------------- | ----------- | ---------- |
| 2013/14 | SV Werder Bremen | Duitsland  | (Tweede) Bundesliga | 22          | 4          |
| 2014/15 | SV Werder Bremen | Duitsland  | (Tweede) Bundesliga | 20          | 6          |
| 2015/16 | SV Werder Bremen | Duitsland  | (Tweede) Bundesliga | 22          | 2          |
| 2016/17 | SV Werder Bremen | Duitsland  | (Tweede) Bundesliga | 22          | 5          |
| 2017/18 | SV Werder Bremen | Duitsland  | (Tweede) Bundesliga | 19          | 2          |
| 2018/19 | SV Werder Bremen | Duitsland  | (Tweede) Bundesliga | 17          | 4          |
| 2019/20 | SV Werder Bremen | Duitsland  | (Tweede) Bundesliga | 15          | 3          |
| 2020/21 | SV Werder Bremen | Duitsland  | (Tweede) Bundesliga | 16          | 3          |
| 2021/22 | SV Werder Bremen | Duitsland  | (Tweede) Bundesliga | 19          | 0          |
| 2022/23 | SV Werder Bremen | Duitsland  | (Tweede) Bundesliga | 18          | 0          |
| 2024/25 | FK Austria Wien  | Oostenrijk | ÖFB-Frauenliga      | 17          | 2          |
| Totaal  | Totaal           | Totaal     | Totaal              | 197         | 29         |

Laatste update: 9 april 2025

## Interlandcarrière
Schiechtl maakte op 14 juni 2014 haar debuut voor het Oostenrijkse nationale team in een 3-1 overwinning op Finland. Drie jaar later maakte ze onderdeel uit van de Oostenrijkse selectie die de halve finale wist te behalen op het EK 2017 in Nederland 
Schiechtl werd in 2022 door bondscoach Irene Fuhrmann opgenomen in haar selectie voor het EK 2022.